# جون إيريك أودوري
جون إيريك أودوري (من مواليد 18 يونيو 1998) هي كاتبة وناشطة نسوية مقرها في بريطانيا العظمى. وهي صحفية ومدونة لصحيفة الجارديان و نيو ستيتسمان بالإضافة إلى كوزموبوليتان.   في عام 2016، أدرجتها هيئة الإذاعة البريطانية في قائمة 100 امرأة لـ «النساء الملهمات والمؤثرات لعام 2016». 

## النشأة والعمل

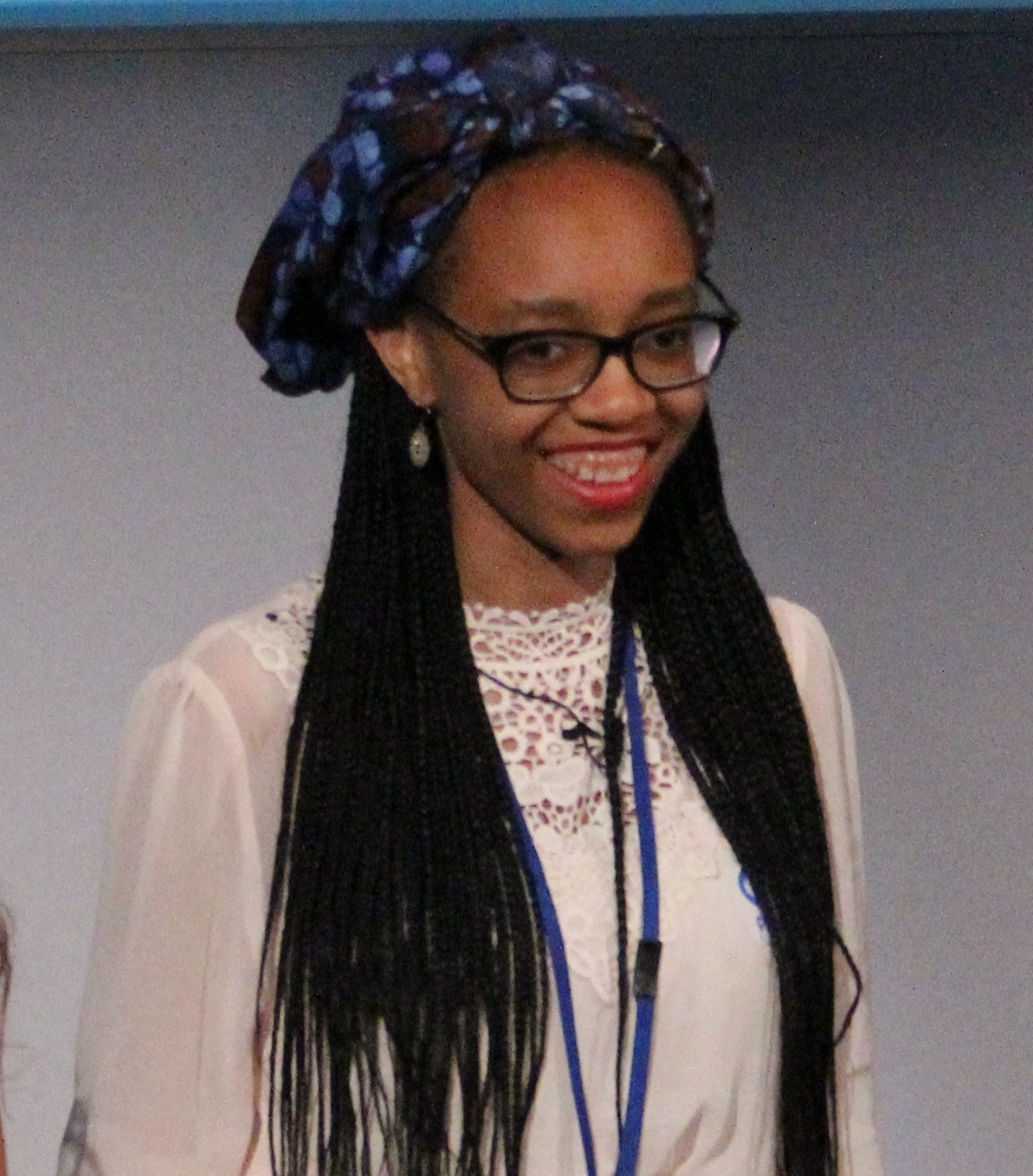
جون إيريك أودوري

على الرغم من أصلها النيجيري، ولدت إيريك أودوري في أيرلندا، وهو يعيش ويعمل في المملكة المتحدة، حيث انتقلت عندما كانت في العاشرة من عمرها. حضرت مدرسة داون هاوس في ثاتشام، بيركشاير.   
أدارت إيريك أودوري عريضة وتمكنت من إضافة دراسة الحركة النسوية إلى منهج السياسة على مستوى A في المملكة المتحدة.   وهي عضو في الفريق الاستشاري للشباب في خطة المملكة المتحدة وسفير ختان الإناث لخطة المملكة المتحدة. انها تحارب ضد تشويه الأعضاء التناسلية للأنثى.  
إيريك أودوري هي مسؤولة الصحافة الشابة لدمج بريستول، وقد تم ترشيحها لجائزة المرأة الذكية للعام من قبل المجلة الحمراء في عام 2015.   تم ترشيحها للحصول على لقب الشابة للشباب في عام 2015، وكذلك جائزة «كلمات للنساء» في عام 2015 وجوائز الريادة للقيادة.   
وقد تم اختيارها كمحررة متدربة في راندوم هاوس. 